# Saint-Clair-d’Arcey
Saint-Clair-d’Arcey – miejscowość i dawna gmina we Francji, w regionie Normandia, w departamencie Eure. W 2013 roku populacja ówczesnej gminy wynosiła 354 mieszkańców. 
W dniu 1 stycznia 2019 roku z połączenia trzech ówczesnych gmin – Saint-Aubin-le-Vertueux, Saint-Clair-d'Arcey oraz Saint-Quentin-des-Isles – powstała nowa gmina Treis-Sants-en-Ouche. Siedzibą gminy została miejscowość Saint-Aubin-le-Vertueux. 